# 犬山市立図書館
犬山市立図書館（いぬやましりつとしょかん）は、愛知県犬山市の公共図書館の総称。犬山市立図書館（本館）に加えて、分館として犬山市立楽田小学校に楽田ふれあい図書館（がくでんふれあいとしょかん）がある。
2017年（平成29年）度の図書館費は113,539,000円であり、うち図書購入費は12,789,000円だった。

## 歴史

### 開館前
1954年（昭和29年）に犬山町、城東村、羽黒村、楽田村、池野村の1町4村が合併して犬山市が成立した。1970年（昭和45年）には犬山城城下町の本町通沿いに5階建の犬山市福祉会館が竣工し、館内の犬山市中央公民館に図書室が設置された。
1982年（昭和57年）7月には犬山市図書館建設調査委員会が設置され、1983年度（昭和58年度）までに4回の委員会を開催して犬山市長に対して調査報告書を提出。1985年（昭和60年）2月27日に建築設計競技を実施して和（やまと）設計事務所を設計者に選出し、1989年（平成元年）2月17日に熊谷組を施行者として、犬山警察署跡地で着工した。1990年（平成2年）7月31日には竣工し、8月1日・2日には24,137冊の図書の移転作業を行った。なお、建設地には樹齢約100年・高さ約8mのサクラの古木があったが、小学3年生が松山邦夫犬山市長に出した手紙をきっかけに、移植保存されることとなった。
犬山市中央公民館図書室の蔵書数は24,137冊であり、利用者数は年間3万人弱だった。図書館への移転準備のために、1990年（平成2年）6月30日をもって犬山市中央公民館図書室が閉鎖された。1990年（平成2年）時点の愛知県には30の「市」があったが、図書館法における図書館を有していないのは犬山市のみだった。

### 開館後
名古屋市守山図書館や三重県の津市図書館で館長を歴任した伊豆令三が初代館長に就任。犬山市立図書館は1990年（平成2年）10月1日に開館記念式典を行い、10月2日に一般オープンした。開館時の蔵書数は約10万冊だった。開館日からの7日間で3,900人が利用（1日平均560人）。約11,000冊の貸出を行い、約1,800冊ある漫画は大半がこの7日間中に貸出された。犬山市立図書館には移動図書館車の車庫が備えられており、11月14日には移動図書館の巡回を開始した。開館から1か月程度は特に児童の利用が多かったが、その後は年配者や高校生の利用が増えた。
1991年（平成3年）4月には「9時～17時」だった開館時間を「10時～18時」に変更した。同年10月15日には視聴覚資料の館外貸出を開始した。10月31日には開館1周年記念企画として、小説家の村松友視が犬山市南部公民館講堂で「人間は最高の風景」と題した講演を行った。開館から1年時点では利用者数が8,600人/月、貸出冊数が29,000冊/月だった。住民1人あたりの貸出冊数は4.61冊であり、名古屋市を除く愛知県29市の平均3.45冊を大きく上回った。開館後の1年間にはジャーナリストの平野次郎など各界の著名人を呼んだ「国際理解講座」を5回に渡って開催し、児童文学者や名古屋市図書館の司書などを呼んだ「読み聞かせ教室」も開催した。これらの結果として、開館から1年間には読書グループ「藍の会」が結成され、読み聞かせ団体「お話し会 ももたろう」が結成された。
1993年（平成5年）7月21日には館内に霊長類に関する文献を集めた「サル文庫」を設置した。1994年度（平成6年度）からは祝日開館を実施し、館外貸出可能者を愛知県・岐阜県在住者に拡大した。また、図書の貸出点数を5点から10点に増やし、視聴覚資料の貸出点数を1点から2点に増やした。1995年（平成7年）10月1日には愛知県図書館とオンラインで結ばれ、1998年（平成10年）5月1日には犬山市内のすべての小中学校図書館ともオンラインで結ばれた。1998年（平成10年）12月1日には木曽川を隔てた岐阜県各務原市の各務原市立中央図書館との間で図書館相互貸借協力を開始した。
2001年（平成13年度）1月4日には公式ウェブサイトを開設した。同年4月1日には分館として、犬山市立楽田小学校に楽田ふれあい図書館が開館。5月7日には名古屋経済大学図書館が一般開放され、5月27日には犬山市立犬山西小学校で犬山西小ふれあい図書館の運用支援を開始した。2003年（平成15年）1月16日にはブックスタート事業を開始した。2004年（平成16年度）1月1日からは尾張北部広域行政圏協議会を構成する5市2町（犬山市、春日井市、岩倉市、江南市、小牧市、大口町、扶桑町）在住者で在住自治体の利用者カードを所持している者は、他自治体でも貸出登録手続きを行えるようになった。ただし前述のとおり、犬山市立図書館は1994年（平成6年）度から愛知県・岐阜県在住者に館外貸出を認めている。2006年（平成18年）7月には国立国会図書館レファレンス協同データベース事業に参加し、同年8月31日には移動図書館サービスを休止した。
2010年（平成22年）にはフィルムコミッションの犬山ロケサービスチームと協力し、犬山市内で撮影が行われた映画作品や、犬山市に関する映像資料を集めた視聴覚資料郷土コーナーが開設された。犬山市内で撮影が行われた作品としては、『スパイ・ゾルゲ』（2003年（平成15年）、篠田正浩監督）、『デビルマン』（2004年（平成16年）、那須博之監督）、『映画 クロサギ』（2008年（平成20年）、石井康晴監督）などを所蔵している。2009年（平成21年）11月24日には犬山市立図書館の2階に入っていた犬山市教育委員会の事務局が犬山市役所新庁舎に移転したため、2010年（平成22年）4月1日には空いた事務室を展示室として開放し、会議室を学習室に転用した。
2013年（平成25年）には雑誌スポンサー制度を開始した。2014年（平成26年）10月31日には犬山西小ふれあい図書館の閉館にともない、犬山市立図書館による運用支援を終了させた。戌年の2018年（平成30年）1月にはサル文庫の脇に「犬文庫」が設置された。犬山市は全国で唯一名称に「犬」が付く自治体であり、『名犬ラッシー』など題名に犬が付く本、犬が登場する物語、犬の育て方や種類の説明本など約400冊が置かれている。
2020年（令和2年）6月20日には楽田ふれあい図書館が楽田小学校の体育館2階に移転開館した。

## 特色

### 桑原文庫
| 桑原文庫の蔵書 1. 『正編・群書類従』（全30巻） 2. 『続・群書類従』（全86巻） 3. 『平安朝歌合大成』同朋舎出版（全10巻） 4. 『編年・百姓一揆史料集成』三一書房（全16巻） 5. 『数寄屋建築集成』小学館（全9巻） 6. 『日本国政事典』日本図書センター（全10巻） 7. 『日本城郭大系』新人物往来社（全20巻） 8. レオナルド・ダ・ヴィンチの複製手稿（全12巻） |

犬山市羽黒に本社を置く桑原木材の桑原正則社長から、同社の創業100周年を記念して、1992年（平成4年）の図書館開館時に500万円の寄付を受けた。犬山市立図書館は開館後に図鑑や辞書などを購入し、館内に「桑原文庫」を設置した。
塙保己一が編纂した叢書『正編・群書類従』（全30巻）や、レオナルド・ダ・ヴィンチの複製手稿（全12巻、約200万円）などがある。レオナルドの複製手稿は全世界で998セット販売され、うち日本には115セットしか存在しない貴重な資料である。この複製手稿はガラスケース内で常設展示しており、希望すれば手袋着用の上で現物を手に取ることができる。

### サル文庫
1993年（平成5年）3月、犬山市官林にある京都大学霊長類研究所から霊長類に関する文献の寄贈を受けた。これらの文献を中心に、同じく犬山市官林にある日本モンキーセンターからの寄贈書や、独自に購入した図書を合わせて、同年7月21日に霊長類に関する文献を集めた「サル文庫」を設置した。約750冊の蔵書を有する。サルに関連する文献を収集している図書館は全国的に見て珍しく、「サルに関する本は犬山市立図書館」と称されている。

## 施設

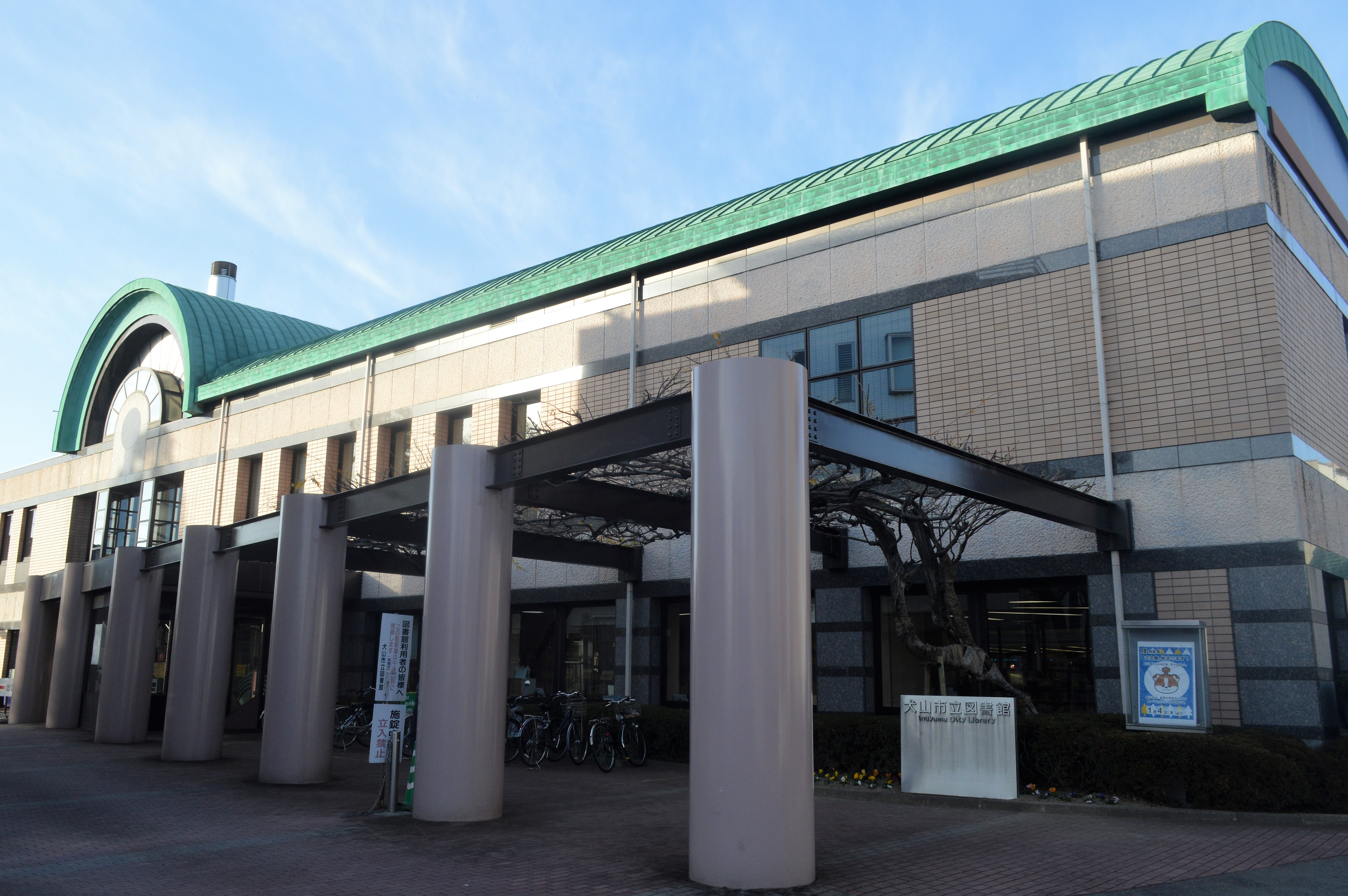
犬山市立図書館の外観

建物の設計は和（やまと）設計事務所であり、施工は熊谷組名古屋支店。総事業費は2,282,774,000円であり、うち建築費が1,518,630,000円、用地費が379,906,000円、図書購入費が106,000,000円などである。収蔵能力は一般開架が8万冊、児童開架が3万冊などであり、計20万冊である。
土地取得費を含めた総工費は22億8000万円。玄関を入って正面にサービスカウンターがあり、図書の貸出・返却や図書館に対する相談を受け付けている。玄関の右側にある円形の部屋が児童開架室であり、幼児向けから中学生向けまでの絵本・漫画・児童書などが閲覧できる。公民館図書室時代には漫画を所蔵していなかったが、犬山市立図書館は開館時から娯楽漫画も学習漫画も所蔵している。1992年（平成4年）の開館時には紙芝居を約1,800部、絵本・漫画・児童書などを約15,000冊を所蔵していた。児童開架室の周囲には円弧状に9席のAVコーナーがあり、カウンター側には2台の蔵書検索用パソコンが設置されている。書架の近くに閲覧用の机や椅子が設置されているのが特徴であり、閲覧席は全部で100席以上ある。建物の地下は56台収容可能な駐車場となっている。

## 地域図書館
犬山市立図書館の分館として、2001年（平成13年）には犬山市立楽田小学校に楽田ふれあい図書館が設置された。同年5月27日には犬山市立犬山西小学校の犬山西小ふれあい図書館で運用支援を開始したが、2014年（平成26年）には犬山西小ふれあい図書館の運用支援を終了している。

### 楽田ふれあい図書館
2001年（平成13年）4月1日には、犬山市字城山97番地の犬山市立楽田小学校の敷地にある体育館の中に、犬山市立図書館の分館として「楽田ふれあい図書館」が開館した。開館当時の蔵書数は7,000冊から8,000冊であり、2人の図書館司書とボランティアによって運営されていた。なお、楽田ふれあい図書館の開館と同時に、楽田地区のコミュニティセンターとして楽田ふれあいセンターも開館している。
2010年（平成22年）時点の楽田ふれあい図書館の蔵書数は約18,000冊であり、犬山市立図書館が所蔵していない図書もあった。利用者と図書館員の交流を重要視しており、児童の母親の利用が多い。児童コーナーや畳に座って図書を読むことができる和室がある。開館当時の開館日は本館同様に火曜日から日曜日の週6日間（月曜のみ旧館）だったが、2005年（平成17年）4月1日に毎週土曜日・日曜日の週2日間（平日はすべて旧館）に変更された。2005年（平成17年）4月1日からの開館時間は12時30分から16時30分である。蔵書検索用パソコンが1台設置されている。
2020年（令和2年）春には楽田小学校の体育館が建て替えられ、同年6月20日には楽田ふれい図書館が体育館2階に移転開館した。図書館部分は約200m2、小学校閲覧室部分は約100m2と、移転前よりもゆったりした図書室となった。

### 犬山西小ふれあい図書館（閉鎖）
犬山市上坂町5丁目2の犬山市立犬山西小学校の校舎内にはかつて犬山西小ふれあい図書館が設置されており、犬山市は2001年（平成13年）5月27日に運用支援を開始したが、2014年（平成26年）10月31日には運用支援を終了した。2010年（平成22年）時点の蔵書数は約8,000冊であり、その大半が児童書だった。開館日は毎週土曜日・日曜日の2日間であり、開館時間は10時から16時だった。

### 名古屋経済大学図書館との提携
2001年（平成13年）4月18日には犬山市の石田芳弘市長と名古屋経済大学の末岡熙章学長が交流に関する覚書に調印し、5月7日には交流の第一弾として名古屋経済大学図書館が一般開放された。名古屋経済大学は犬山市楽田東部の自然豊かな敷地にあり、名古屋経済大学図書館は開館して1年が経過したばかりだった。法律・経済・経営の専門書を中心とする蔵書を有しており、幼児教育や栄養教育に関する図書もある。蔵書数は一般開放された2001年（平成13年）時点で約28万冊、2010年（平成22年）時点で約34万冊だった。16歳以上であれば図書館利用証を作成可能であり、犬山市在住者であれば登録料は無料、犬山市外在住者であれば登録料は1000円である。図書館入口前にある1階ギャラリーの作品展示スペースは市民に開放されている。

## 利用案内
| 利用案内   | 利用案内                                                                    | 利用案内                                               |
|            | 犬山市立図書館                                                              | 楽田ふれあい図書館                                     |
| ---------- | --------------------------------------------------------------------------- | ------------------------------------------------------ |
| 開館時間   | 10時-18時（通常期） 10時-19時（夏季）                                       | 12時30分-16時30分                                      |
| 休館日     | 月曜日、年末年始、館内特別整理期間                                          | 月-金曜日、年末年始、館内特別整理期間 （土日のみ開館） |
| 貸出冊数   | 図書10点まで、視聴覚資料2点まで、 雑誌・紙芝居・地図・貸出用郷土図書3点まで | 図書10点まで、その他資料3点まで                        |
| 貸出期間   | 15日間                                                                      | 15日間                                                 |
| 貸出可能者 | 愛知県・岐阜県在住者                                                        | 愛知県・岐阜県在住者                                   |